# Thorsten Kinhöfer
Thorsten Kinhöfer (* 27. Juni 1968 in Wanne-Eickel) ist ein ehemaliger deutscher Fußballschiedsrichter.

## Leben
Kinhöfer lebt in Herne, wo er zunächst bei den Stadtwerken Herne arbeitete. Derzeit ist er bei der CTH Container Terminal Herne GmbH als Geschäftsführer angestellt.

## Fußball
Kinhöfer begann das Fußballspielen als Torwart beim SV Holsterhausen und beim DSC Wanne-Eickel. In seiner Jugend erfuhr er durch eine Ellbogenfraktur und durch Ascheplätze beschädigte Knie Einschränkungen. Bereits mit 16 Jahren machte er daher die Schiedsrichterprüfung und leitete Spiele der F- und E-Jugend-Ligen. Nach der A-Jugend entschied er sich dafür, als Spieler aufzuhören und sich ganz dem Schiedsrichterwesen zu widmen.
Kinhöfer ist seit 1994 DFB-Schiedsrichter für den SC Constantin Herne. Ab 1997 leitete er Spiele der Zweiten Liga und ab 2001 solche der Bundesliga. Seinen ersten Bundesligaeinsatz hatte er am 23. September 2001 mit der Partie TSV 1860 München gegen den VfL Wolfsburg. 2003 leitete er Spiele in der koreanischen K-League. In den folgenden Jahren leitete er zudem Spiele in der saudi-arabischen Professional League und in der katarischen Stars League.
Im Jahr 2006 wurde Thorsten Kinhöfer FIFA-Schiedsrichter. Am 1. März 2006 leitete er mit dem Freundschaftsspiel zwischen den USA und Polen seine erste internationale Begegnung.
2010 stand das DFB-Pokalfinale in Berlin unter seiner Leitung.
Ab dem Jahr 2014 ersetzten Bastian Dankert und Tobias Stieler auf der FIFA-Liste Florian Meyer und Kinhöfer, die altersbedingt ausscheiden mussten.
Am 23. Mai 2015 leitete Kinhöfer mit dem Bundesligaspiel FC Bayern München gegen den 1. FSV Mainz 05 seine letzte Partie im Profifußball; aufgrund der derzeit gültigen Altersgrenze von 47 Jahren für Schiedsrichter musste er auch hier ausscheiden.